# Fiat Ducato
Les FIAT Ducato et ses versions Citroën C25 puis Citroën Jumper/Relay et Peugeot J5 puis Peugeot Boxer/Manager sont des véhicules utilitaires légers, vendus sous les marques FIAT, Citroën, Opel, Vauxhall, Toyota, Peugeot et RAM Trucks. Ils sont fabriqués par SEVEL S.p.A. (Società Europea Veicoli Leggeri - Société Européenne de Véhicules Légers), une société conjointe PSA Peugeot Citroën - FIAT (aujourd'hui Stellantis), formée en 1978 et sous la direction de FIAT Professional. La version américanisée du Ducato, RAM ProMaster, est assemblée dans l'ex-usine Chrysler de Saltillo au Mexique à partir d'éléments détachés fournis par l'usine italienne.  
Le premier FIAT Ducato est sorti des chaînes le 23 octobre 1981. Le modèle a été décliné en trois générations distinctes de véhicules. Il est produit dans l'usine SEVEL Sud à Atessa, dans la Vallée du Sangro, au pied des Abruzzes, près de la mer Adriatique, chez FIAT Automoveïs au Brésil et depuis 2013, au Mexique pour servir le marché nord-américain où il est commercialisé sous le nom de RAM ProMaster.
La collaboration entre les constructeurs FIAT S.p.A. et Citroën S.A. remonte aux années 1970. Chacun possédait déjà une certaine expérience en la matière : FIAT depuis 1910 avec les séries 612-614 puis 615 et 616, ensuite avec le FIAT 1100 T et enfin avec le FIAT 238, Citroën avec l'antique Type H de 1948. Peugeot avait, quant à lui, d'abord poursuivi la production de son propre fourgon, le Peugeot J9, avant de se joindre à la coopération avec le duo pour obtenir le Peugeot J5. 
Le FIAT 242, modèle le plus lourd de la gamme, était déjà le fruit de la première collaboration avec Citroën, qui l'a distribué en France sous le nom Citroën C35, l'importation du modèle FIAT original ayant été bloquée.

## Générations et modèles

### FIAT Ducato I - Alfa Romeo AR6 - Citroën C25 - Fiat Talento I - Peugeot J5 - Talbot Express

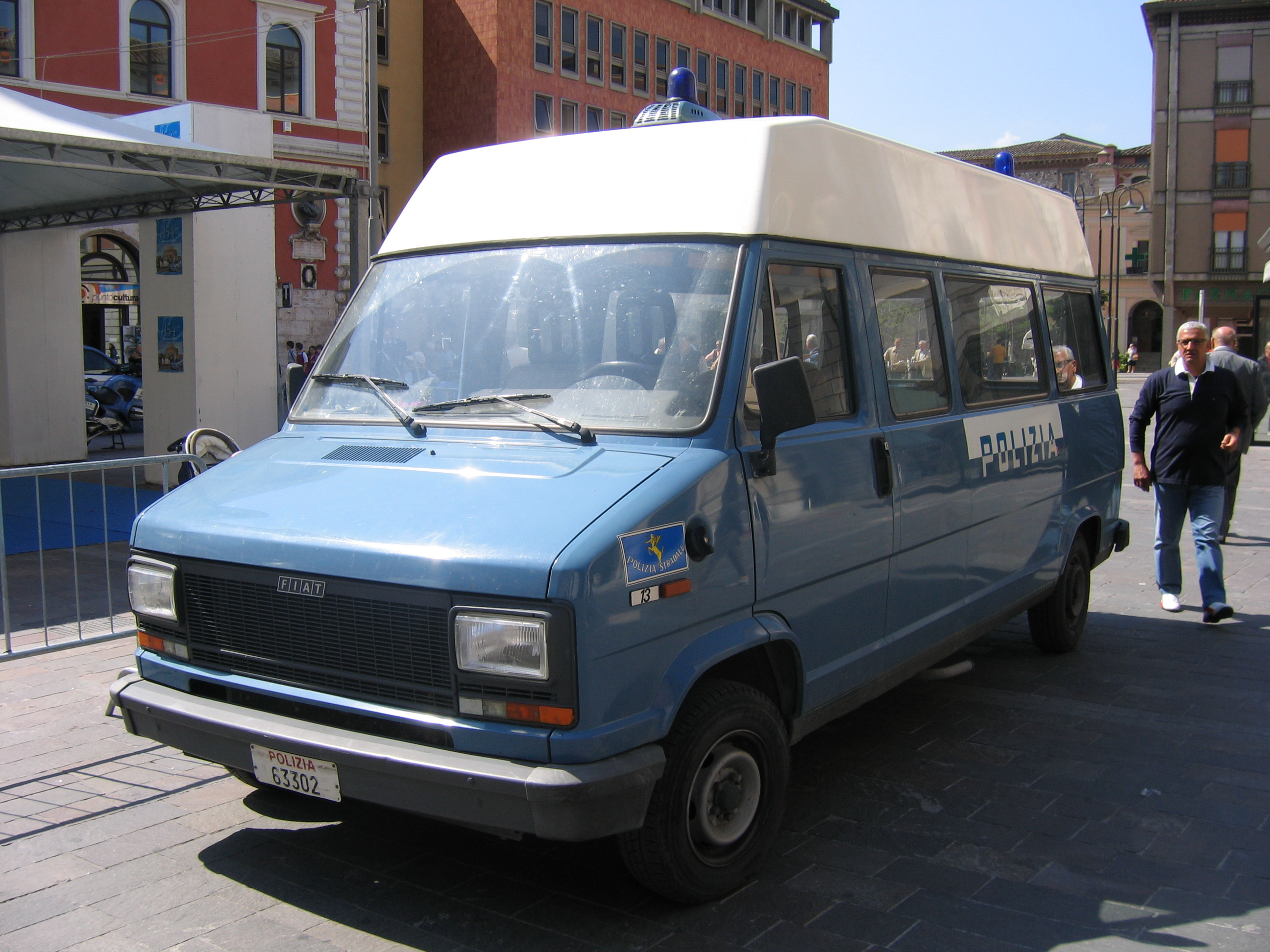
FIAT Ducato I 1989

Malgré l'ouverture des marchés prônée par la Communauté européenne, le marché français est resté fermé au FIAT Ducato de la 1re génération. Il faudra attendre 1994 et la seconde série pour le voir sur les routes de l'hexagone venir concurrencer les versions Peugeot et Citroën.
Le Ducato a été restylé en mars 1989, le C25 et le J5 en août 1990.

### FIAT Ducato II - Citroën Jumper I/Relay I - Peugeot Boxer I/Manager I
C'est à partir de cette seconde série, lancée en 1994, que le FIAT Ducato a pu être commercialisé librement en France dans quasiment toutes ses versions, fourgon, plateau minibus et châssis pour camping-car, où il prendra très rapidement le leadership en couvrant plus de 75 % du marché.
L'utilitaire a vu sa face avant et ses feux arrière restylés en février 2002.

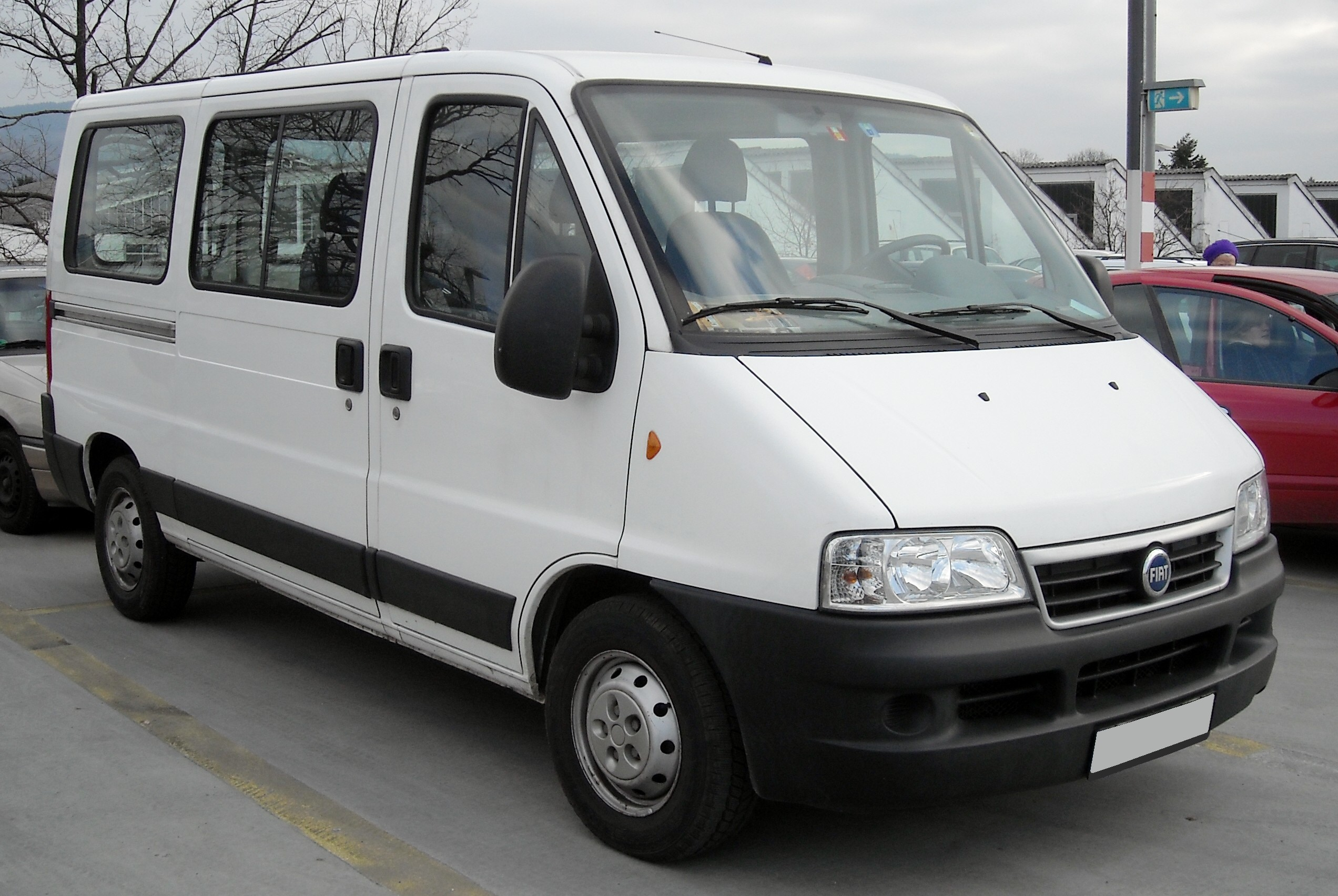
FIAT Ducato 2 phase 2

### FIAT Ducato III - Citroën Jumper II/Relay II - Peugeot Boxer II/Manager II - Opel/Vauxhall Movano III - Toyota ProAce Max - RAM Promaster

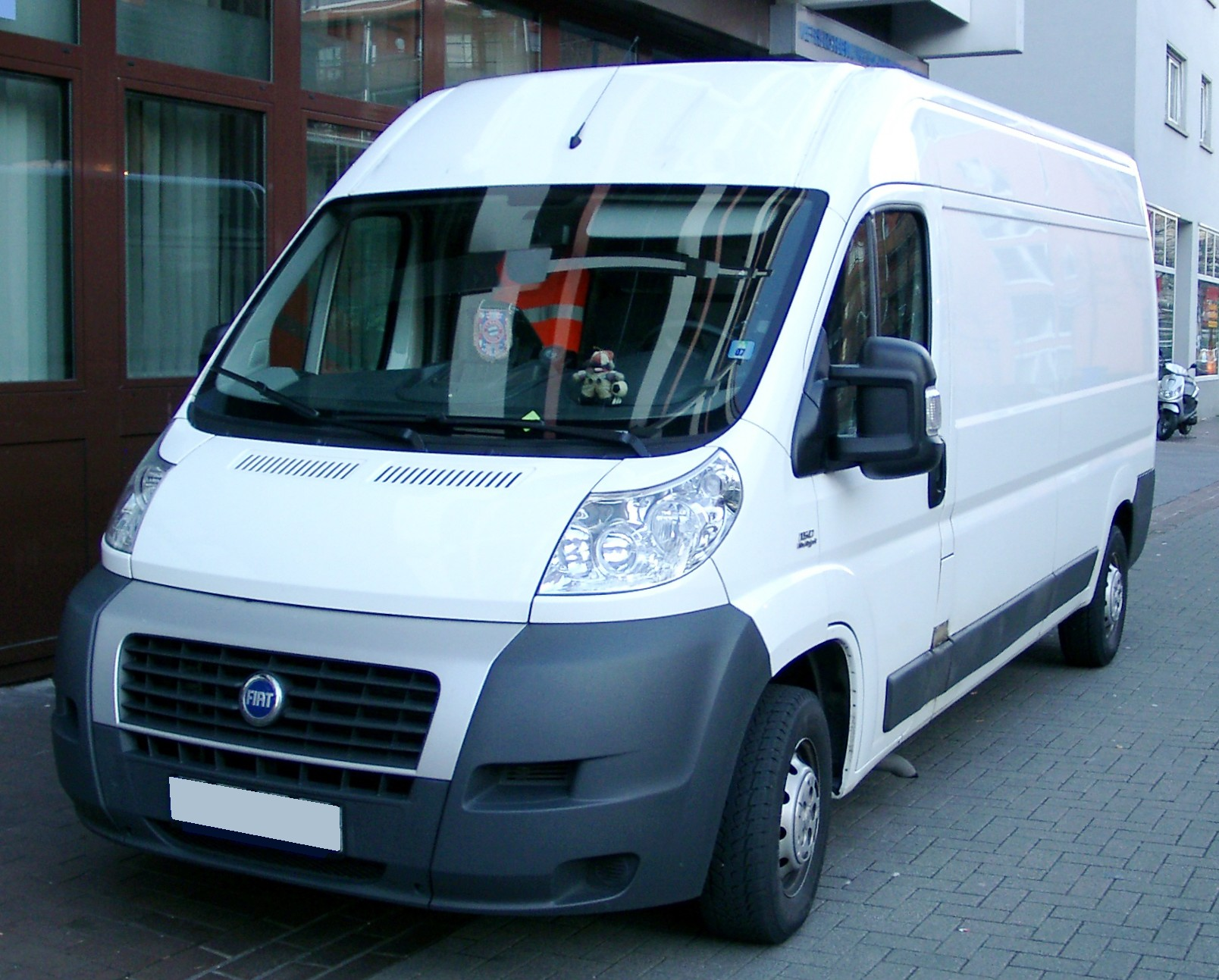
FIAT Ducato 3 phase 1

Cette troisième génération est apparue en 2006 et a bénéficié de restylages en 2014 et en 2023.

#### Jumper Type H

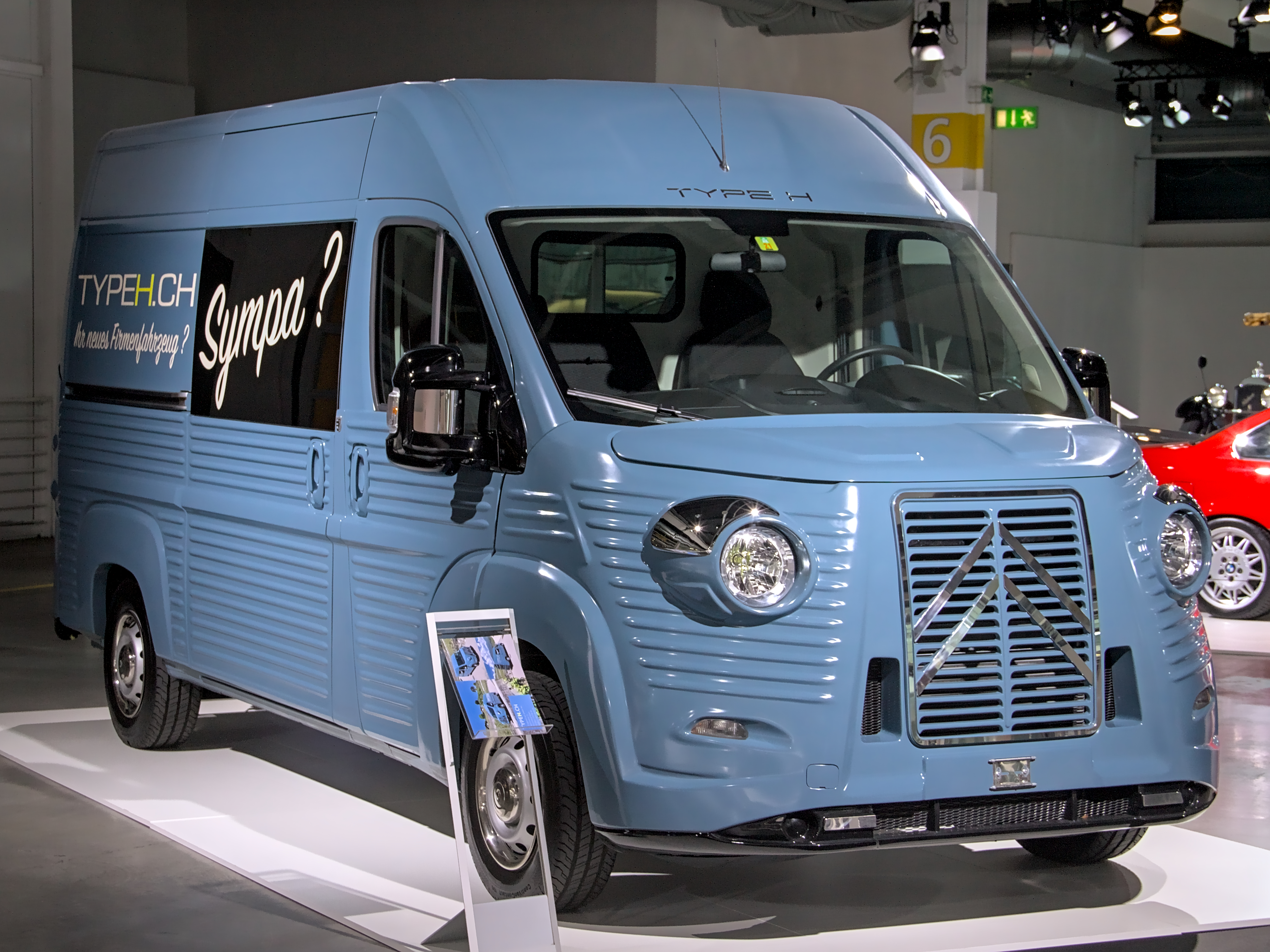
Citroën Jumper Type H Caselani

Le Citroën Jumper Type H est basé sur le Citroën Jumper II sur lequel a été appliqué un kit carrosserie reprenant les caractéristiques du Citroën type H de 1958. Cette version du Jumper a vu le jour en 2017 et est disponible en plusieurs versions dont van, camping et foodtruck.
Initialement, il était produit artisanalement par le carrossier italien Caselani dans une version qui devait être limitée à 70 exemplaires. Citroën et le carrossier ont ensuite trouvé un accord pour une production à plus grande échelle, accompagnée d'une baisse des tarifs.

## Production
Le 1er FIAT Ducato (projet X2/12 code VIN ZFA 280) est sorti des chaînes de l'usine FIAT-SEVEL Sud de Val di Sangro le 23 octobre 1981. Il constitue la 1re série de la 1re génération du Ducato "Mk I" (1981-1990) en Europe, avec ses clones, les Citroën C25 / Peugeot J5 en France et le Talbot Express en Grande Bretagne. Leur PTAC est de 2,8 tonnes. FIAT lance une version spéciale du Ducato destinée aux constructeurs de camping-cars, base qui devient leur référence.
En 1985, FIAT lance le Ducato Maxi avec un empattement allongé et un PTAC de 4,0 tonnes.
En 1989, FIAT lance 2 nouvelles versions :

- le Talento (code usine ZFA 280), une version du Ducato avec un empattement court, fabriqué de 1989 à 1994. L'appellation Talento est réservée au marché italien. Dans les pays où le Ducato est exporté, cette version est commercialisée sous le nom Ducato 10,
- le Ducato 4x4, une version tout terrain civile et militaire qui, sur les marchés de la péninsule arabique, est commercialisée par le réseau Steyr-Puch.

La 2e génération est lancée en 1990, le Ducato (type ZFA 290) est fabriqué de 1990 à 1993. La gamme comporte toujours la version Maxi, que seul FIAT LCV propose. Le cap des 500 000 exemplaires produits est franchi le 1er octobre 1991. En août 1992, FIAT lance la version électrique, le Ducato Elettra équipé d'un moteur à courant continu Leroy-Somer T29C de 34 Ch, alimenté par 28 batteries au plomb-acide autorisant une charge utile de 800 kg à 90 km/h.
Au Salon de l'automobile de Genève 1993, FIAT présente la 3e génération, le Ducato (type ZFA 230) (1993-2002). Le 1er million de Ducato produits est atteint à l'automne 1994 et les 2 millions en 2000. Le dessin est dû à Giorgetto Giugiaro d'Italdesign. La nouvelle face avant, plus élégante, lui procure une amélioration aérodynamique avec un CX de 0,35. Pour la première fois sur un utilitaire, le levier de vitesses est intégré au tableau de bord, libérant ainsi la partie centrale du plancher. La presse spécialisée décerne au FIAT Ducato le titre de « Fourgon International de l'Année 1994 ». La gamme se compose des modèles Ducato 10, 14, 18, Maxi et Blindé. L'appellation Talento est abandonnée et les clones français sont rebaptisés Citroën Jumper et Peugeot Boxer.
La 4e génération, Ducato (type ZFA 244), est fabriquée de 2002 à 2006. C'est la première génération de Ducato à pouvoir être commercialisée en France, marché précédemment réservé aux clones des marques françaises Citroën et Peugeot. FIAT est le premier constructeur à équiper un utilitaire de moteurs Common Rail (2.0 JTD, 2.3 JTD 16v et 2.8 JTD) et d'un moteur alimenté au GNV. En 2003, Zastava, la filiale yougoslave du groupe FIAT, présente le Zastava Ducato, construit localement sous licence.

(NDR : jusqu'en 2002, seuls les Citroën C25 et Peugeot J5 étaient commercialisés sur le marché français).

En 2006, FIAT lance la 5e génération, le Ducato III (type ZFA 250), qui est fabriqué jusqu'en 2014. Les clones français se nomment Citroën Jumper II et Peugeot Boxer II. Les dénominations de la gamme changent en Ducato 29, 30, 33 (Combi, Minibus, Ambulance) et 35 Maxi (type ZFA 251) qui ne figure qu'au catalogue de FIAT Professional, avec une charge utile de 2,0 tonnes pour un PTAC de 4,0 tonnes. Cette nouvelle génération est à nouveau élue « Meilleure base de camping-car », distinction détenue sans interruption depuis 14 ans.
Le 17 avril 2007, la division FIAT LCV est renommée FIAT Professional. Les groupes FIAT et PSA décident d'augmenter de 30 % la capacité de l'usine FIAT-SEVEL de Val di Sangro, en Italie, où tous les véhicules sont produits, pour passer d'un potentiel de 200 000 à 260 000 véhicules par an, soit 1 000 exemplaires par jour. Une nouvelle organisation de la production, mise en œuvre par FIAT en 2010, permet de passer le cap des 300 000 véhicules annuels, soit une production quotidienne de 1 200 véhicules.
En 2013, après le rachat du groupe américain Chrysler et sa filiale RAM Trucks, FIAT commercialise le Ducato via le réseau de sa filiale américaine sous le nom de RAM ProMaster. Les modèles sont assemblés dans l'usine FCA Saltillo au Mexique, équipés du moteur FIAT FPT EcoDiesel 3.0 développant 177 Ch DIN ou un moteur essence Chrysler Pentastar VVT V6 3.6 de 280 Ch, associés à une transmission automatique à 6 rapports.
Le 26 mars 2015, FIAT célèbre le 5 millionième Ducato produit dans l'usine italienne, dont plus de 500 000 châssis-cabines pour camping-cars. Le cap des 6 millions est franchi le 20 septembre 2018.
Fin décembre 2016, la fabrication du Ducato dans l'usine brésilienne IVECO de Sete Lagoas est arrêtée et transférée dans l'usine du Mexique. Depuis janvier 2017, en Amérique Latine, tous les FIAT Ducato sont importés du Mexique ; les versions PSA ne sont plus commercialisées.
En 2021, FIAT lance la 6e génération, une version avec un léger restylage de la face avant du Ducato et inaugure son nouveau logo, plus imposant, sur la calandre. Ses 100 000 variantes lui permettent de couvrir des ventes dans une centaine de pays, équipées de 13 motorisations (12, 140, 160 et 180 Ch DIN) allant de 2,8 à 4,3 tonnes de PTAC, avec des boîtes de vitesses manuelles à 6 rapports ou automatiques à 9 rapports, 3 hauteurs et 3 longueurs de fourgons pour un volume de chargement de 8 à 17 m3 et une charge utile de 1,0 à 2,2 tonnes. C'est le premier véhicule à intégrer une aussi large gamme de systèmes de sécurité et d'aide à la conduite, bien avant les futures normes de 2024, comme le système ADAS de conduite autonome de niveau 2. La gamme s'enrichit de la version électrique E-Ducato.
Début novembre 2023, FIAT Professional lance la 7e génération, le Ducato 2024 en versions diesel (120, 140 et 180 Ch) conformes à la future norme Euro 6E et électriques (200 kW / 270 Ch) équipés de batteries de 110 kWh avec une autonomie de 400 km offrant un volume de 17 m3 et une charge utile de 1 500 kg.
Le 17 novembre 2024, FIAT PPT annonce que tous ses moteurs diesel “light duty” sont désormais compatibles avec le carburant diesel HVO (Hydrotreated Vegetable Oil – huile végétale hydrotraitée), une alternative écologique au gas-oil traditionnel. Le diesel HVO est un biocarburant produit à partir de matières premières renouvelables et recyclables telles que les huiles végétales, les déchets de graisse animale et les huiles de friture usagées. Grâce au processus d'hydrogénation avec lequel il est produit, ce carburant est entre 2 et 5 % (!) plus propre que le diesel conventionnel, car il est sans soufre et a une faible teneur en composés aromatiques et polluants. Il représente, pour certains, une option durable et respectueuse de l'environnement. Le gas-oil HVO offre également les mêmes performances que le gas-oil traditionnel et réduit les émissions de 90 % sur l'ensemble du cycle de production. La compatibilité du « diesel vert » est étendue aux autres véhicules déjà en circulation, homologués Euro V et VI, qui comportent la mention XTL sur le goulot de remplissage. Par ailleurs, certains véhicules diesel Euro 6 sans label XTL, équipés des motorisations suivantes, sont également compatibles avec le diesel HVO : 1.3 MultiJet - 1.6 MultiJet - 2.0 Multijet - 2.2 MultiJet - Nouveau 2.2 MultiJet 4.0 - 3.0 V6 Multijet - 2.3 MultiJet (F1A – FIAT Ducato).
La répartition de la production se fait à environ 65 % pour FIAT et 35 % pour PSA.
Production par modèle depuis 1981 :
| FIAT Ducato Mk I (type ZFA 280 / 290)  |                                                                |                      |                      |                      |                      |                      |                      |             |               |
| Année                                  | Production en Italie                                           | Production en Italie | Production en Italie | Production en Italie | Production en Italie | Production en Italie | Production en Italie |             |               |
| Année                                  | Production Totale                                              | FIAT Talento         | FIAT Ducato          | Alfa Romeo AR6       | Citroën C25          | Peugeot J5           | Talbot Express       |             |               |
| 1981                                   | NC                                                             |                      | NC                   | NC                   | NC                   | NC                   | NC                   |             |               |
| 1982                                   | NC                                                             |                      | NC                   | NC                   | NC                   | NC                   | NC                   |             |               |
| 1983                                   | NC                                                             |                      | NC                   | NC                   | NC                   | NC                   | NC                   |             |               |
| 1984                                   | 89 596                                                         |                      | 50 180               | 50 180               | 19 511               | 19 905               | 19 905               |             |               |
| 1985                                   | 84 885                                                         |                      | 45 010               | 45 010               | 17 000               | 22 875               | 22 875               |             |               |
| 1986                                   | 91 720                                                         |                      | 46 420               | 46 420               | 18 700               | 26 600               | 26 600               |             |               |
| 1987                                   | 105 710                                                        |                      | 51 100               | 51 100               | 26 610               | 28 000               | 28 000               |             |               |
| 1988                                   | 120 995                                                        |                      | 55 730               | 55 730               | 32 400               | 32 865               | 32 865               |             |               |
| 1989                                   | 159 349                                                        | 94 300               | 94 300               | 94 300               | 29 149               | 35 900               | 35 900               |             |               |
| 1990                                   | 206 414                                                        | 139 768              | 139 768              | 139 768              | 28 731               | 37 915               | 37 915               |             |               |
| 1991                                   | 202 060                                                        | 143 301              | 143 301              | 143 301              | 22 090               | 36 669               | 36 669               |             |               |
| 1992                                   | 160 995                                                        | 114 392              | 114 392              | 114 392              | 12 839               | 33 764               | 33 764               |             |               |
| 1993                                   | 97 762                                                         | 74 140               | 74 140               | 74 140               | 2 864                | 20 758               | 20 758               |             |               |
|                                        | Total Ducato Mk I (type ZFA 280 / 290) : 1 085 136 exemplaires |                      |                      |                      |                      |                      |                      |             |               |
| FIAT Ducato Mk II (type ZFA 230 / 244) |                                                                |                      |                      |                      |                      |                      |                      |             |               |
| Année                                  | Production en Italie                                           | Production en Italie | Production en Italie | Production en Italie | Production en Italie | Production en Italie | Production en Italie | Brésil      | Mexique       |
| Année                                  | Total                                                          |                      | FIAT Ducato          |                      | Citroën Jumper       | Peugeot Boxer        |                      | FIAT Ducato | RAM ProMaster |
| 1994                                   | 158 497                                                        |                      | 107 000              |                      | 20 316               | 31 181               |                      |             |               |
| 1995                                   | 138 845                                                        |                      | 73 154               |                      | 27 529               | 38 099               |                      |             |               |
| 1996                                   | 129 202                                                        |                      | 68 908               |                      | 24 517               | 35 777               |                      |             |               |
| 1997                                   | 145 637                                                        |                      | 80 508               |                      | 25 456               | 39 673               |                      |             |               |
| 1998                                   | 170 475                                                        |                      | 98 024               |                      | 27 455               | 44 996               |                      |             |               |
| 1999                                   | 174 627                                                        |                      | 102 641              |                      | 29 428               | 42 558               |                      |             |               |
| 2000                                   | 188 382                                                        |                      | 106 464              |                      | 37 658               | 44 260               |                      | 692         |               |
| 2001                                   | 188 204                                                        |                      | 104 224              |                      | 41 180               | 42 800               |                      | 4 370       |               |
| 2002                                   | 177 959                                                        |                      | 98 127               |                      | 38 285               | 41 547               |                      | 3 210       |               |
| 2003                                   | 180 355                                                        |                      | 102 279              |                      | 41 716               | 36 360               |                      | 2 862       |               |
| 2004                                   | 195 609                                                        |                      | 106 237              |                      | 46 077               | 43 295               |                      | 4 941       |               |
| 2005                                   | 200 977                                                        |                      | 110 366              |                      | 47 895               | 42 716               |                      | 5 361       |               |
| FIAT Ducato Mk III (type ZFA 250)      |                                                                |                      |                      |                      |                      |                      |                      |             |               |
| 2006                                   | 199 449                                                        |                      | 110 925              |                      | 47 067               | 41 457               |                      | 5 597       |               |
| 2007                                   | 244 950                                                        |                      | 136 440              |                      | 56 688               | 51 822               |                      | 7 275       |               |
| 2008                                   | 250 644                                                        |                      | 140 036              |                      | 58 215               | 52 393               |                      | 8 935       |               |
| 2009                                   | 117 784                                                        |                      | 70 674               |                      | 23 916               | 23 194               |                      | 8 021       |               |
| 2010                                   | 189 302                                                        |                      | 105 548              |                      | 37 038               | 46 716               |                      | 11 425      |               |
| 2011                                   | 224 662                                                        |                      | 125 944              |                      | 44 267               | 54 451               |                      | 15 362      |               |
| 2012                                   | 206 829                                                        |                      | 116 103              |                      | 40 249               | 50 477               |                      | 10 500      |               |
| 2013                                   | 203 200                                                        |                      | 114 479              |                      | 39 667               | 49 054               |                      | 14 414      | 12 840        |
| 2014                                   | 229 791                                                        |                      | 133 500              |                      | 45 255               | 51 036               |                      | NC          | 24 291        |
| 2015                                   | 260 860                                                        |                      | 151 894              |                      | 51 119               | 57 847               |                      | NC          | 29 586        |
| 2016                                   | 290 309                                                        |                      | 170 215              |                      | 55 671               | 64 423               |                      | NC          | 45 198        |
| 2017                                   | 292 815                                                        |                      | 164 227              |                      | 60 852               | 67 736               |                      |             | 48 505        |
| 2018                                   |                                                                |                      |                      |                      | 61 970               | 72 565               |                      |             | 59 402        |
| 2019                                   |                                                                |                      |                      |                      | 64 333               | 72 233               |                      |             | 64 208        |
| 2020                                   |                                                                |                      |                      |                      | 55 538               | 59 797               |                      |             | 54 539        |
| 2021                                   | 265 048                                                        |                      | 138 731              |                      | 66 850               | 59 467               |                      |             | 61 413        |
| 2022                                   |                                                                |                      |                      |                      |                      |                      |                      |             | 67 467        |
| 2023                                   |                                                                |                      |                      |                      |                      |                      |                      |             | 85 983        |
| 2024                                   |                                                                |                      |                      |                      |                      |                      |                      |             | 81 793        |
| 2025                                   |                                                                |                      |                      |                      |                      |                      |                      |             |               |
| TOTAL                                  | 5 818 690                                                      | 3 513 251            | 3 513 251            | 3 513 251            | 1 145 140            | 1 068 319            | 1 068 319            | 102 944 (1) | 635 225       |

Légende :
- NC : nombre non communiqué,
- (1) : total partiel.

Notas :
* production de 1981 à 1994 = très peu de données. Les chiffres détaillés de production ne sont pas connus, le cumul du 23 octobre 1981 au 1er octobre 1991 est de 500 000 exemplaires (réf. FIAT LCV) mais sans préciser si cela ne concerne que la marque FIAT ou toutes les marques. À partir de 1995 : ref. ANFIA & OICA.
* Pour faire face à la demande, la 1re série, qui comprenait l'Alfa Romeo AR.6, a également été fabriquée par l'usine FIAT LCV (ex Alfa Romeo V.I.) de Pomigliano d'Arco jusqu'en juin 1994.
* L'appellation FIAT Talento était réservée au marché italien. À l'étranger il était commercialisé sous le nom de Ducato 10.

## Autres pays
- La version FIAT Ducato 244 a été fabriquée dans l'usine FIAT Automoveïs au Brésil de 2000 au 16 décembre 2016. En Russie, il a été fabriqué sous licence chez Severstal entre avril 2008 et 2011 au rythme de 15 000 exemplaires par an.

- À la suite du rachat de Chrysler par le groupe FIAT en 2009, le FIAT Ducato III (ZFA.250) est produit au Mexique et commercialisé en Amérique du Nord sous le nom de RAM ProMaster depuis 2013[13].

- Depuis le 1er janvier 2017, le FIAT Ducato 250 produit au Mexique est également exporté sur les marchés d'Amérique du Sud[14].

- L'usine fondée comme GM Manufacturing Poland, où dans les dernières années l'Opel/Vauxhall Astra a été assemblée, est en train d'être élargie et convertie pour servir comme deuxième site européen de production des versions du FIAT Ducato des marques ex-PSA.

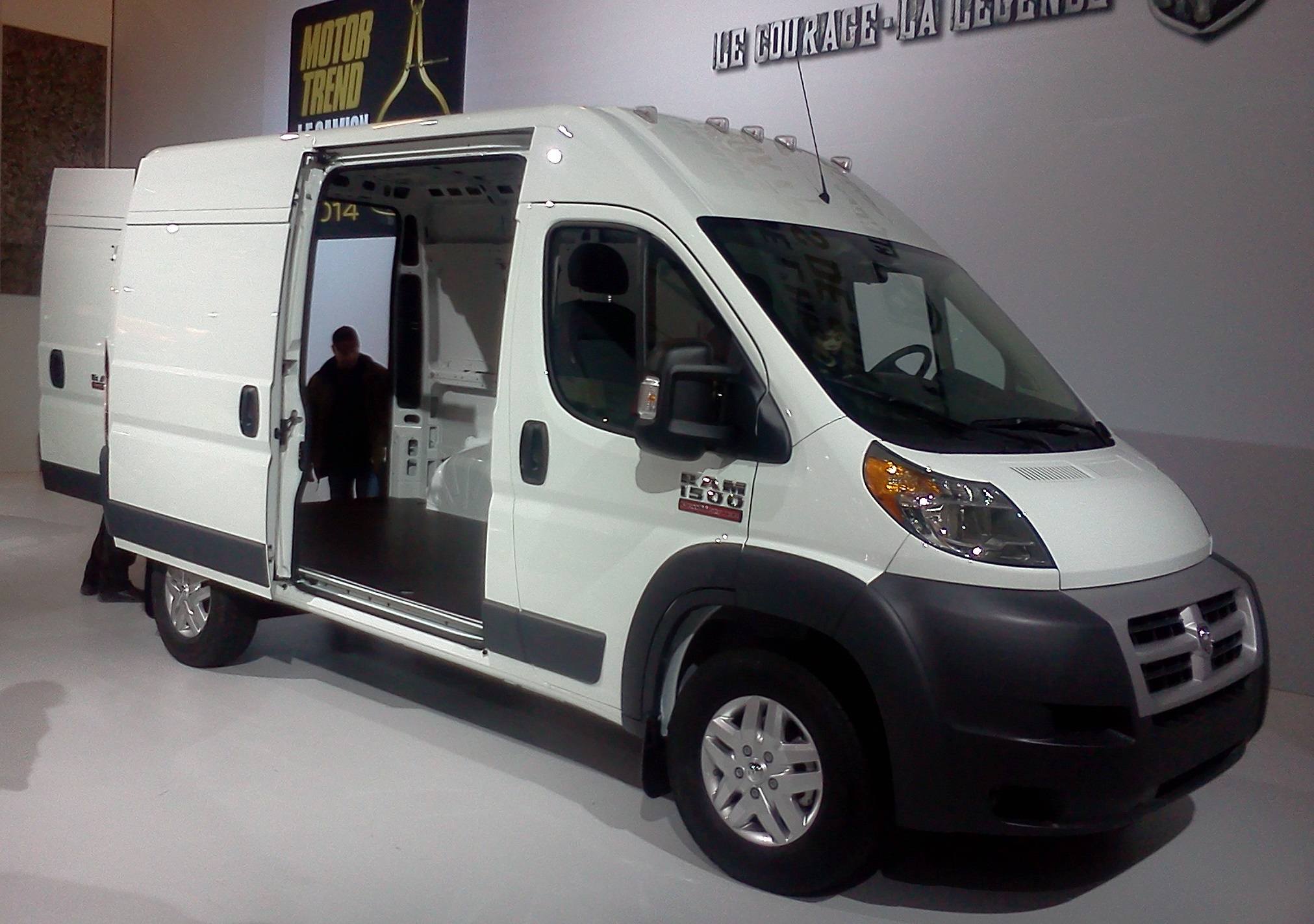
RAM ProMaster 2013
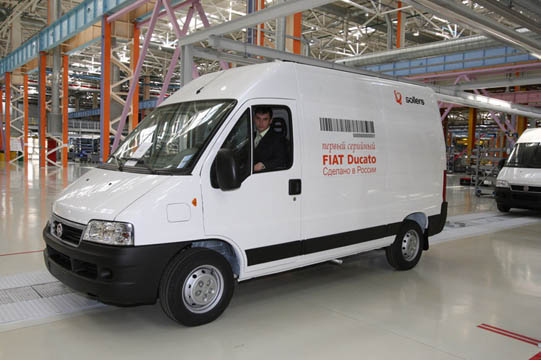
FIAT Ducato II en sortie d'usine de Yelabuga en Russie

## Autres versions
- Le châssis-cabine des Citroën Jumper, Peugeot Boxer mais surtout du FIAT Ducato sert régulièrement de base aux nombreux constructeurs européens de camping-cars. Jusqu'en 2015, plus de 500 000 exemplaires ont été vendus à cet effet aux carrossiers aménageurs spécialisés. FIAT Professional a atteint une part de marché de 73 % du secteur[15].
- Le châssis du FIAT Ducato sert aussi de base aux versions minibus distribuées dans le réseau Irisbus devenu IVECO Bus mais aussi carrossé par d'autres spécialistes mondiaux.

### Camping-cars

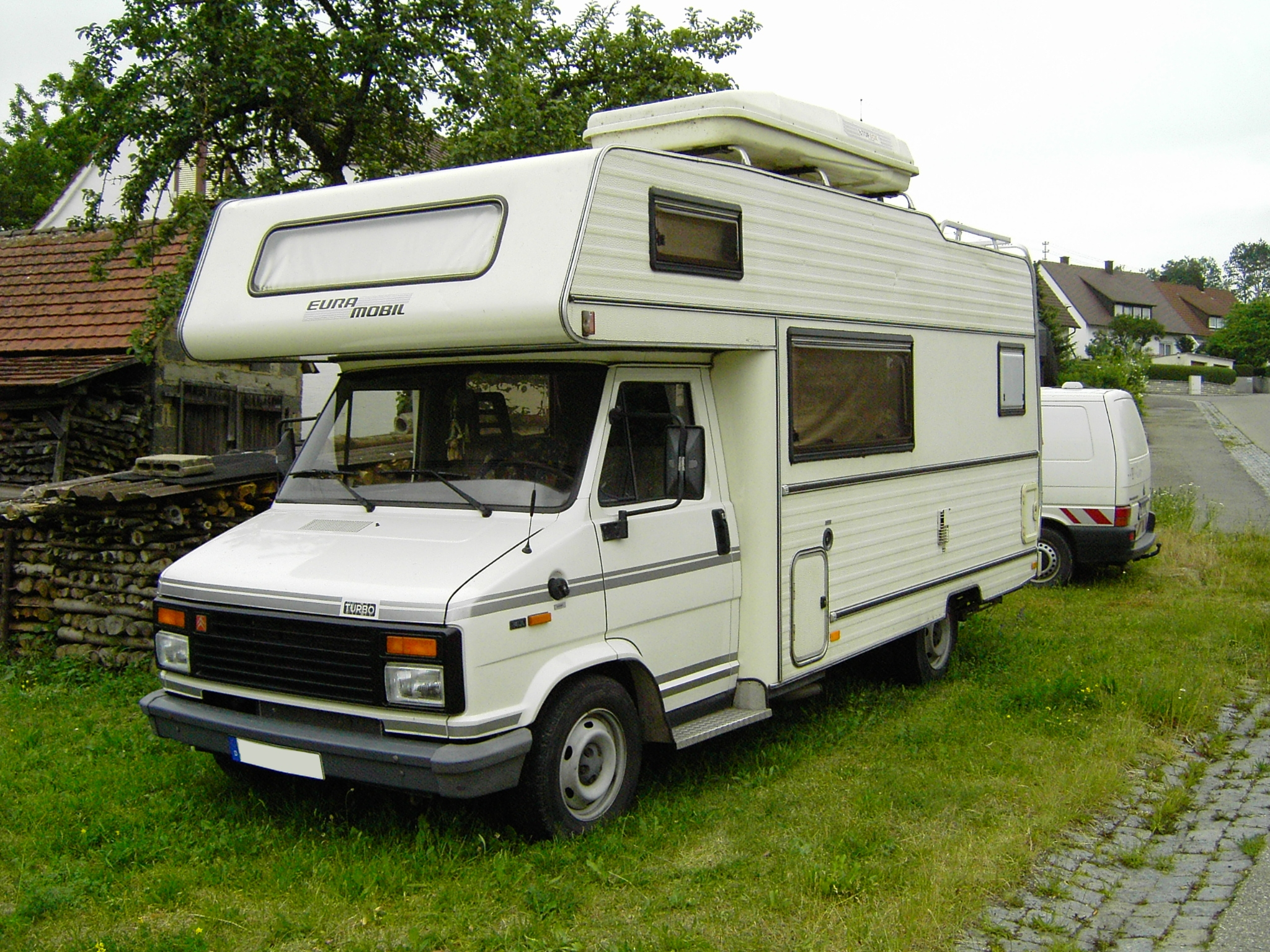
Camping-car Citroën C25
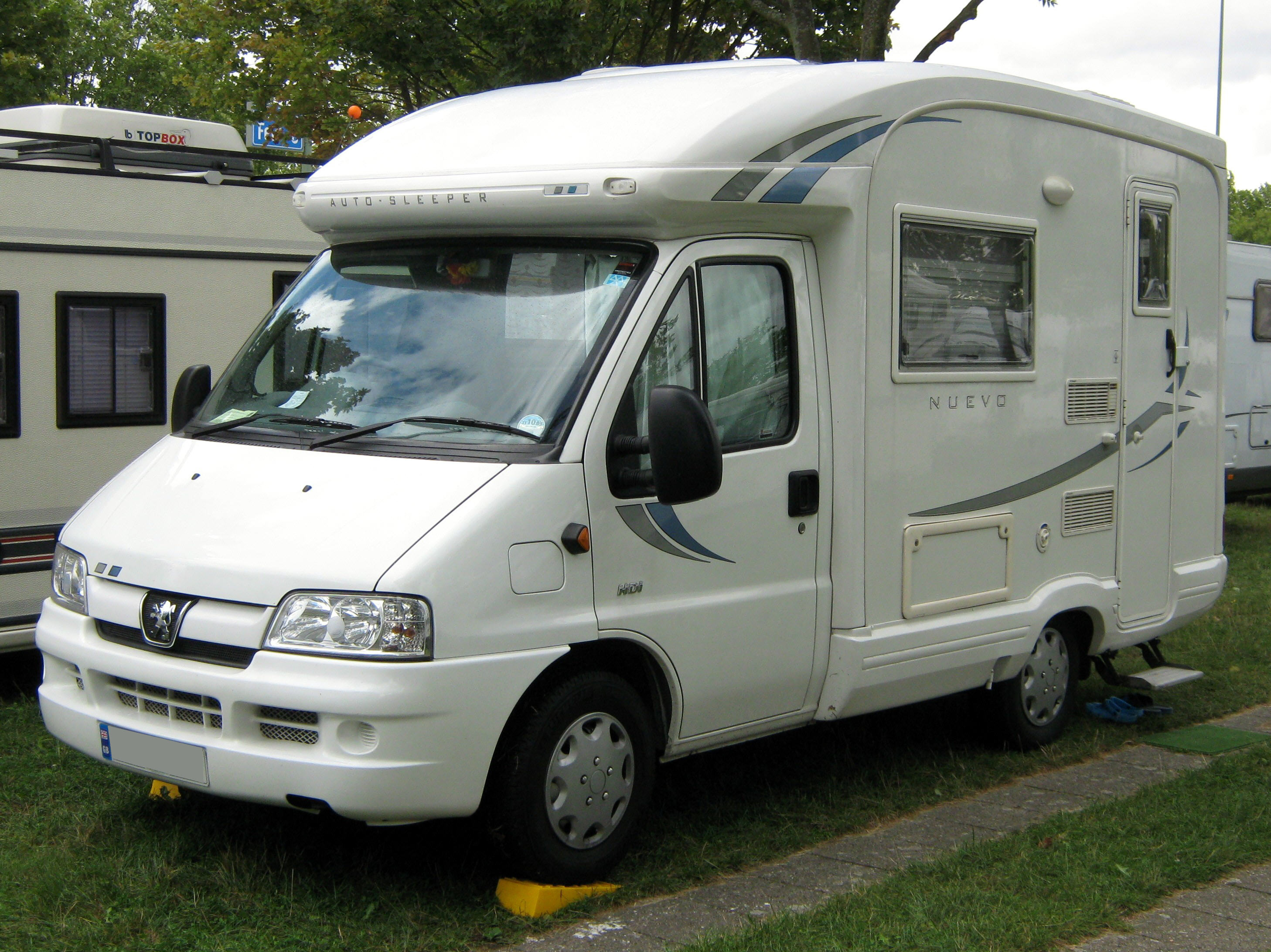
Camping-car Peugeot Boxer I
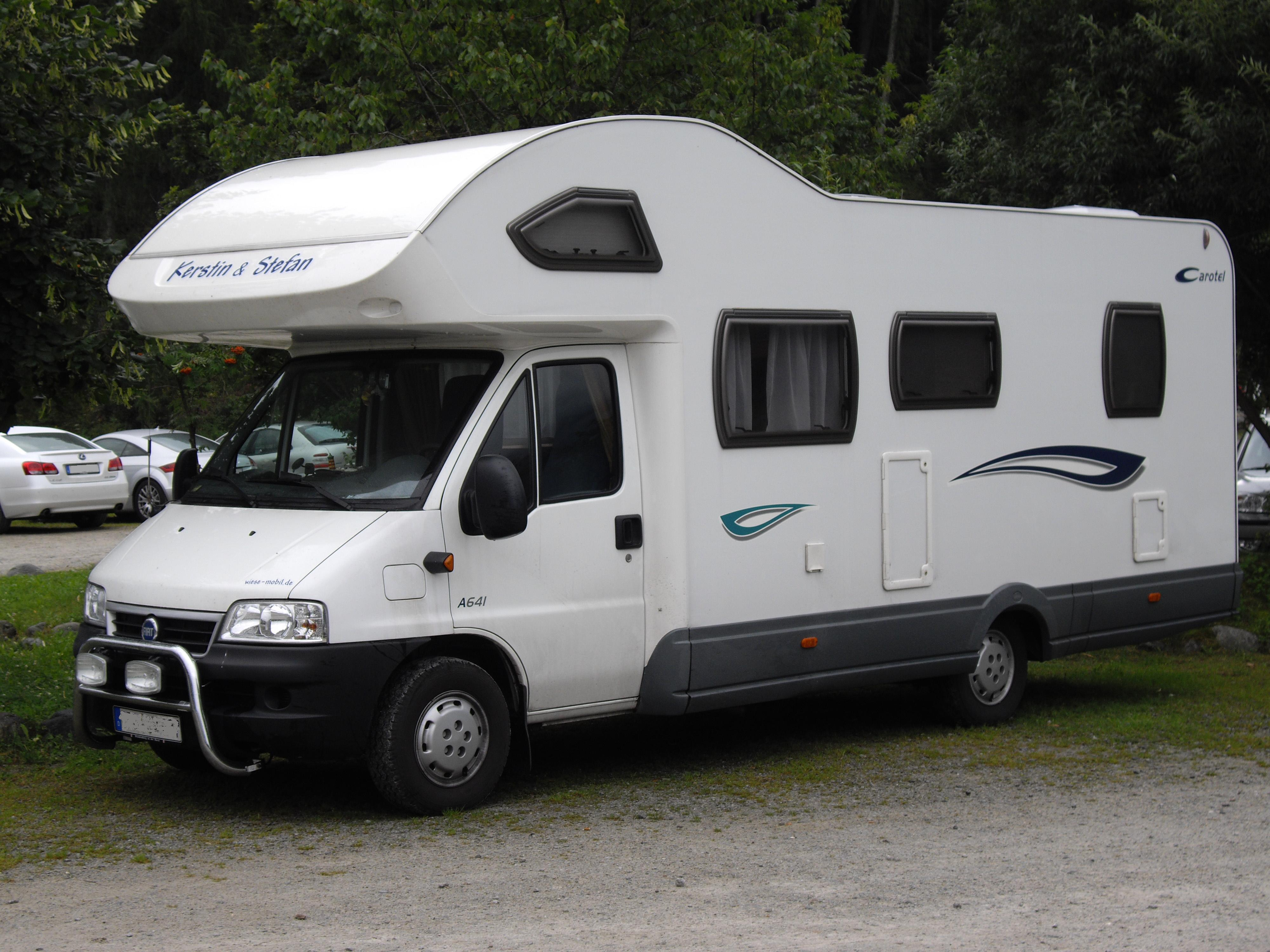
Camping-car FIAT Ducato II
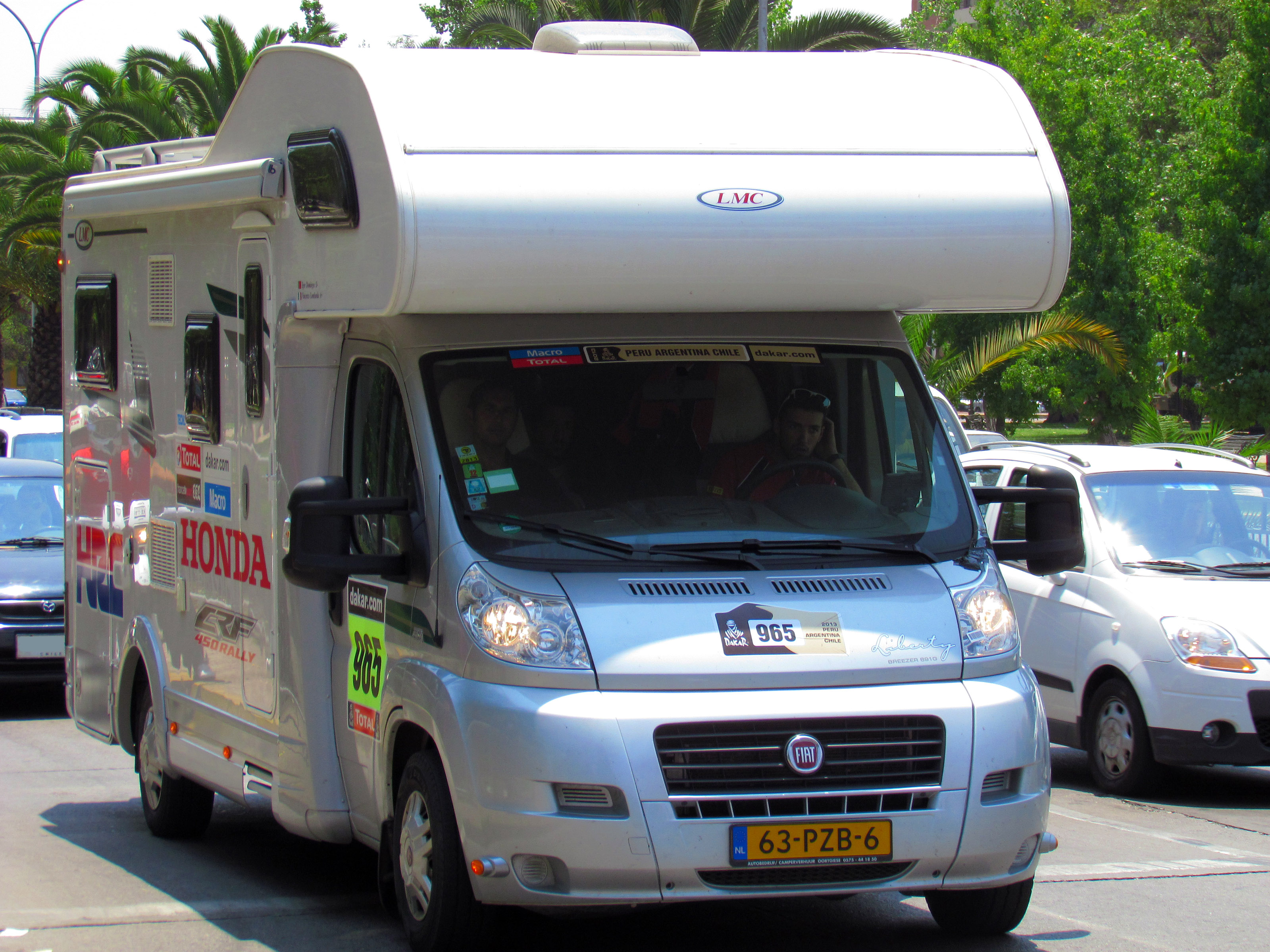
Camping-car FIAT Ducato III
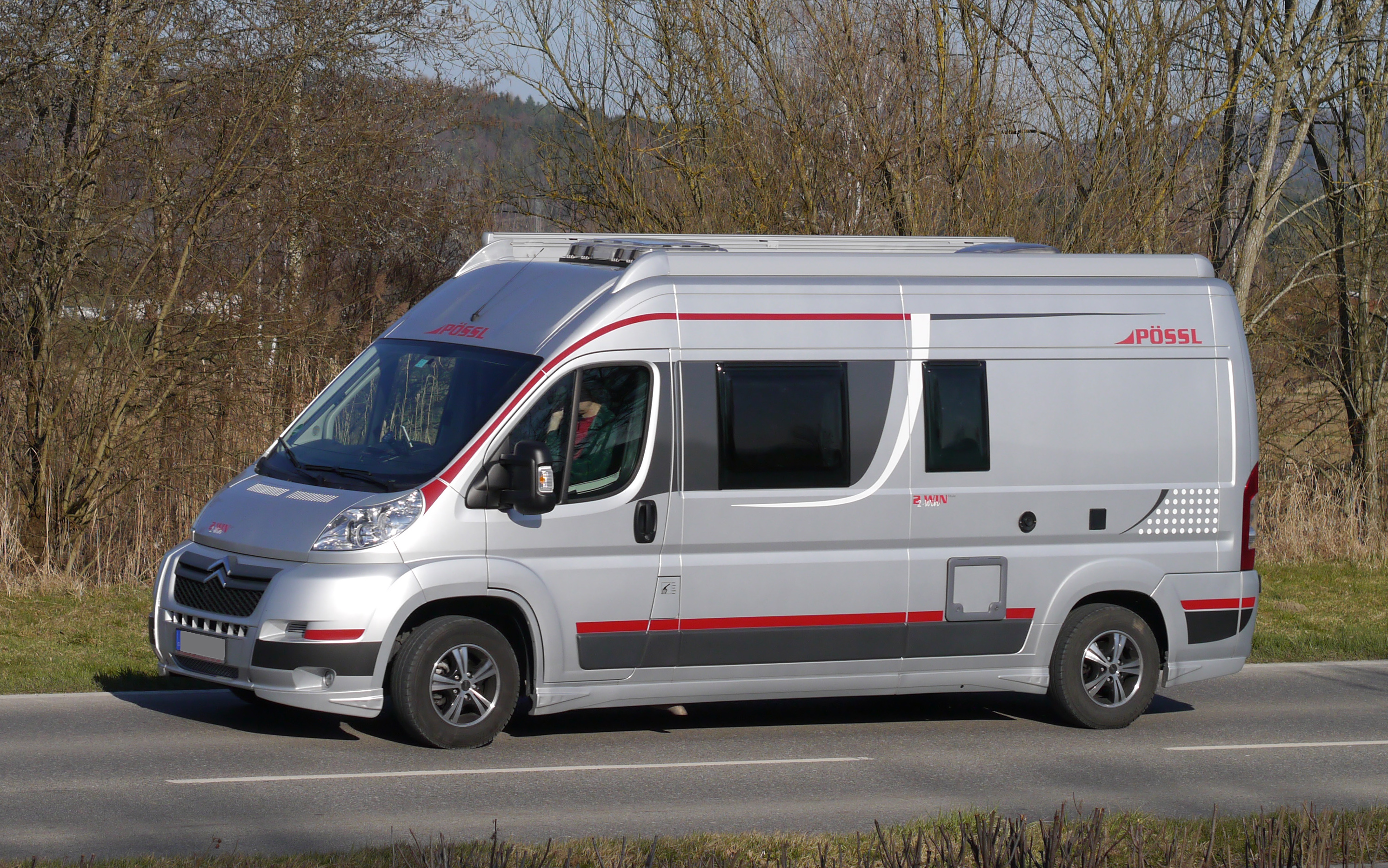
Camping-car Citroën Jumper II

### MiniBus

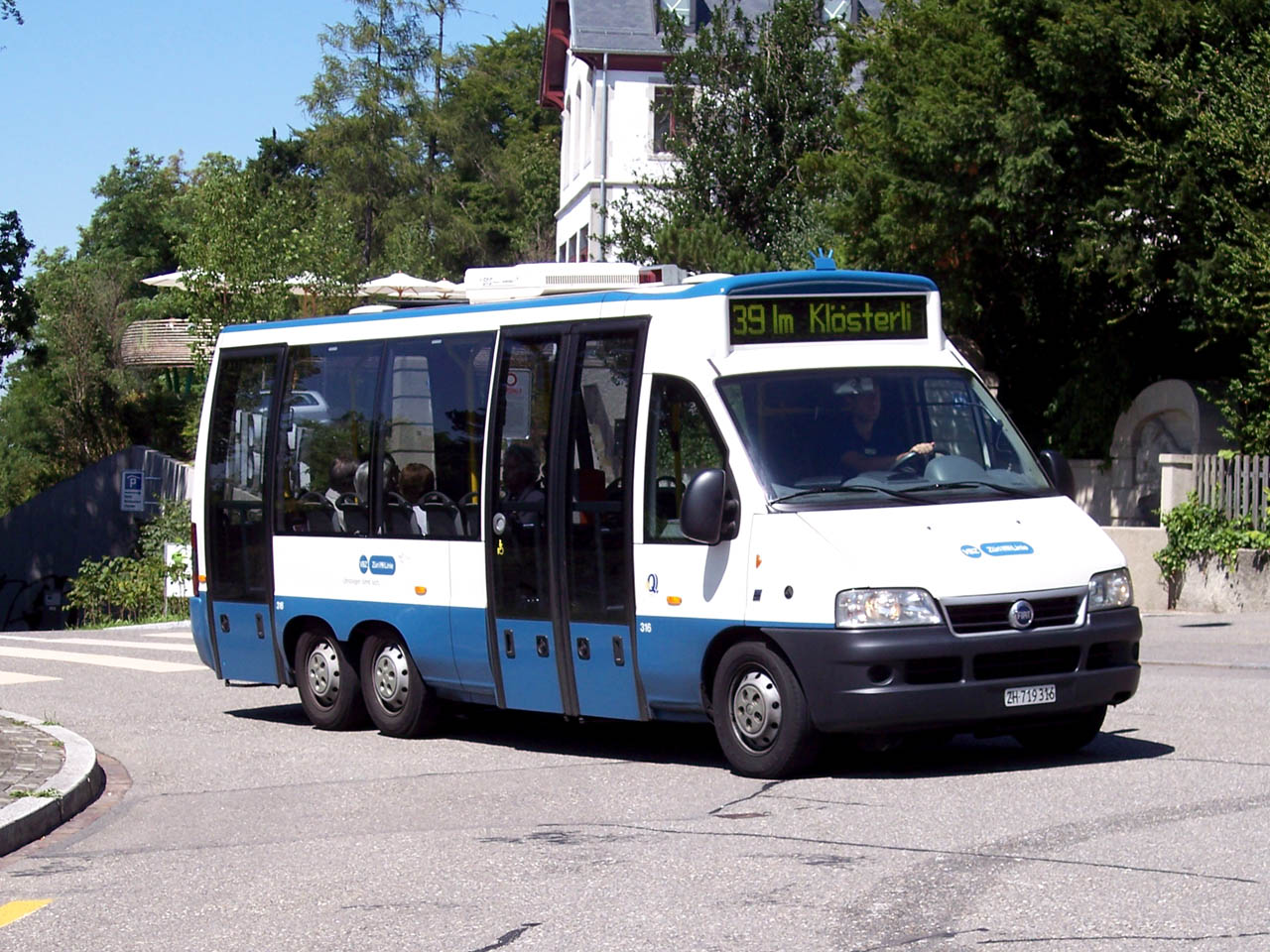
Minibus sur une base de FIAT Ducato II
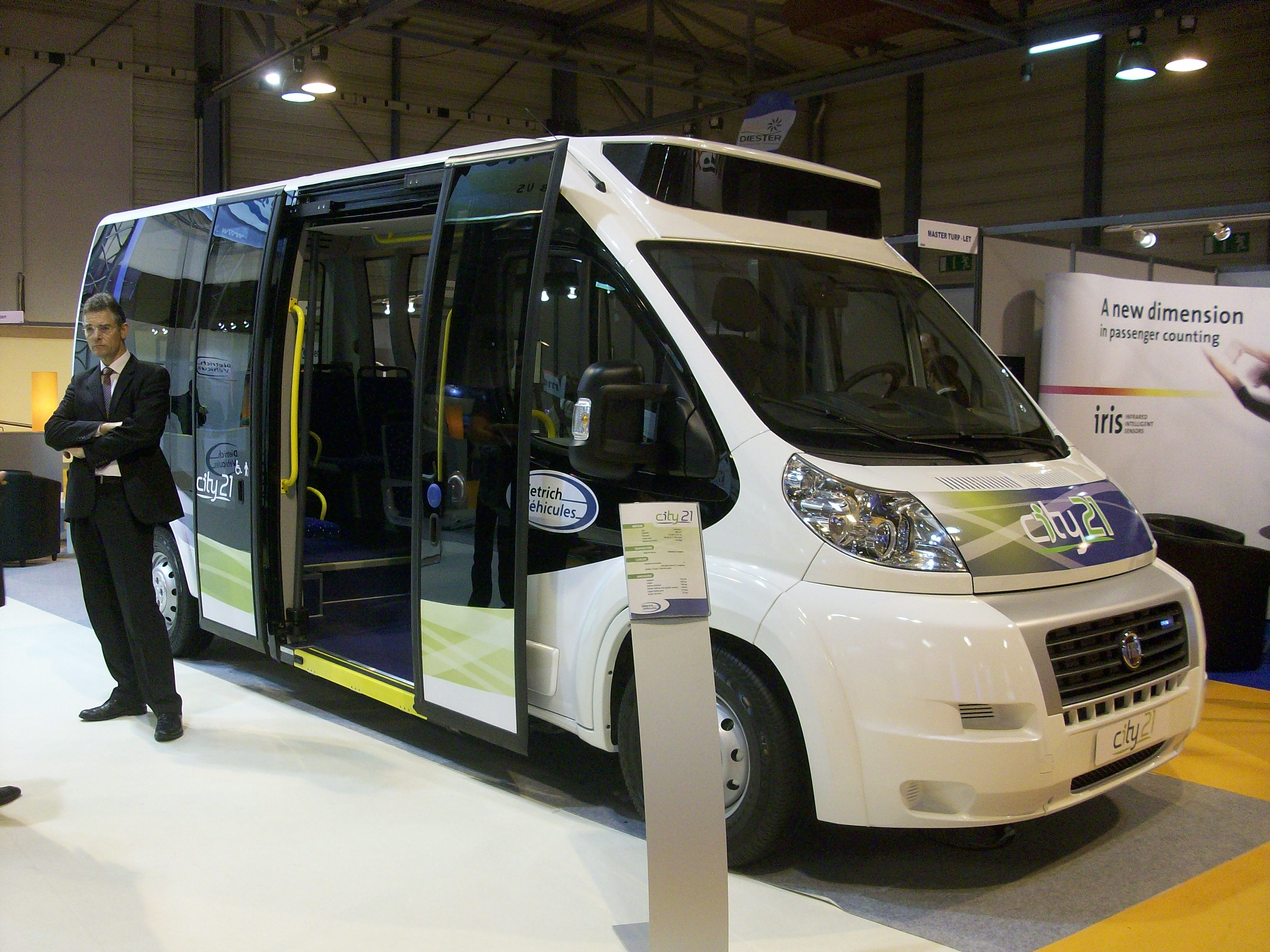
Dietrich City 21, sur base de FIAT Ducato III phase 1
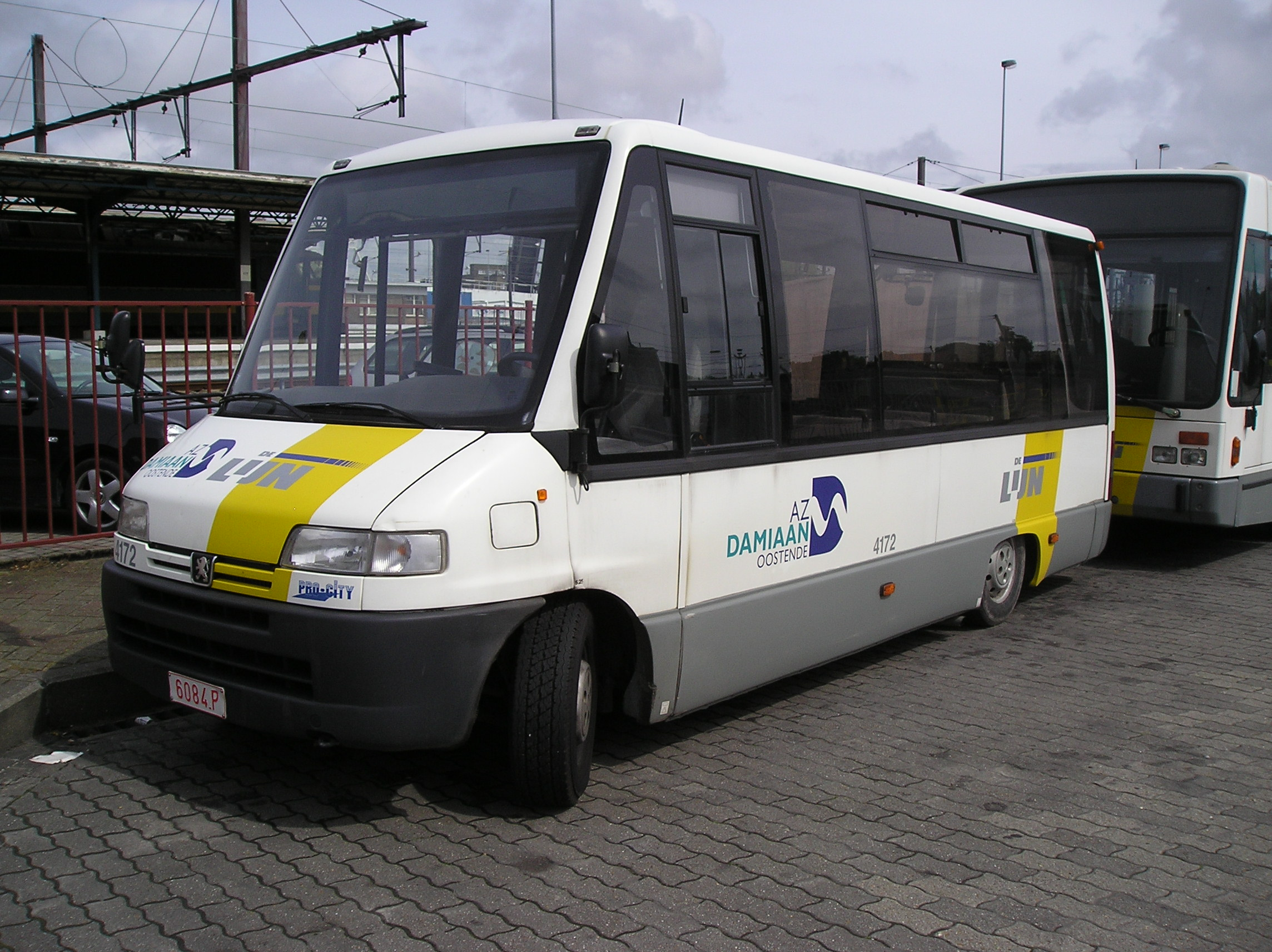
Jonckheere Procity, sur une base de Peugeot Boxer I
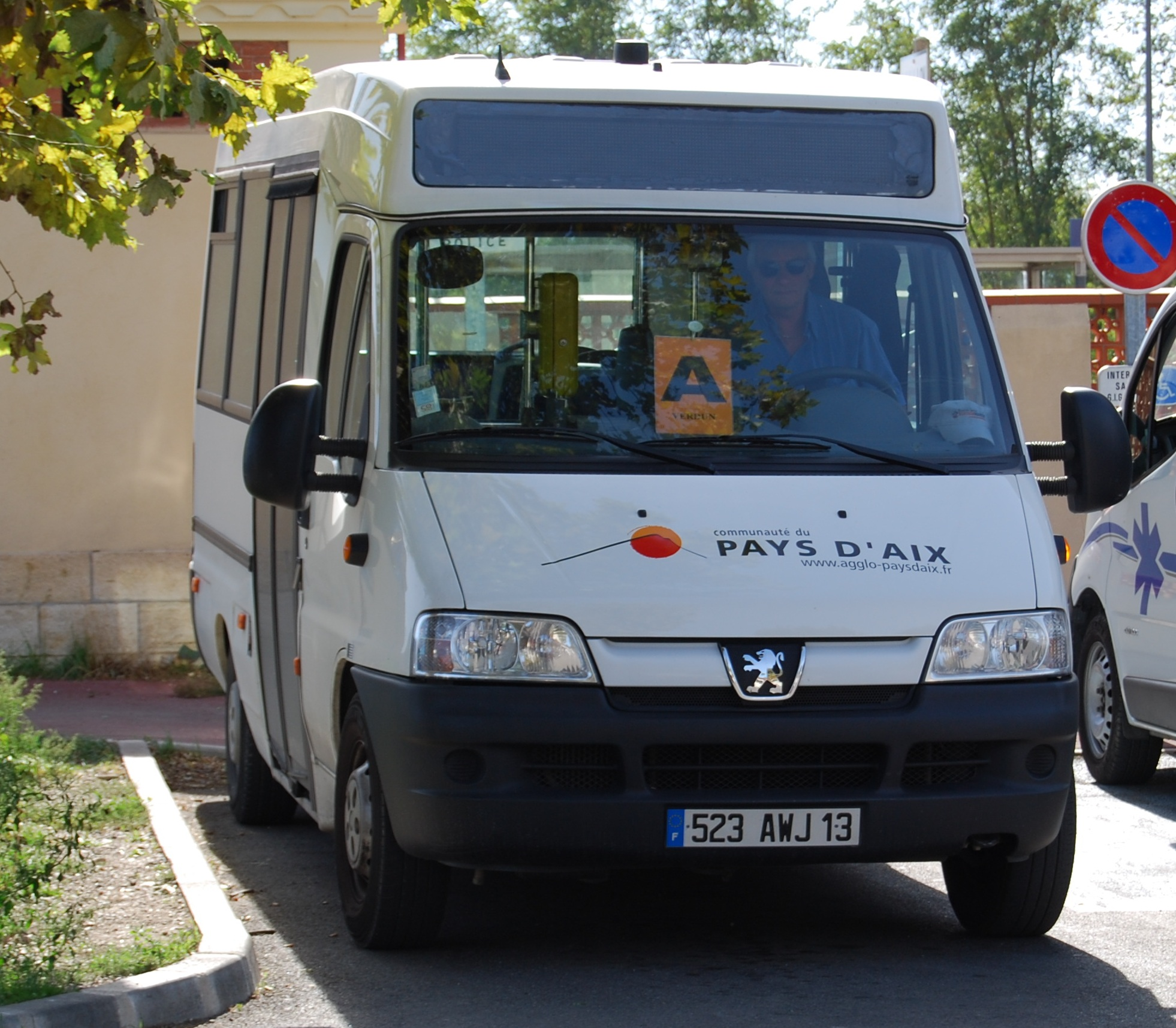
Un Durisotti, sur une base de Peugeot Boxer I phase 2
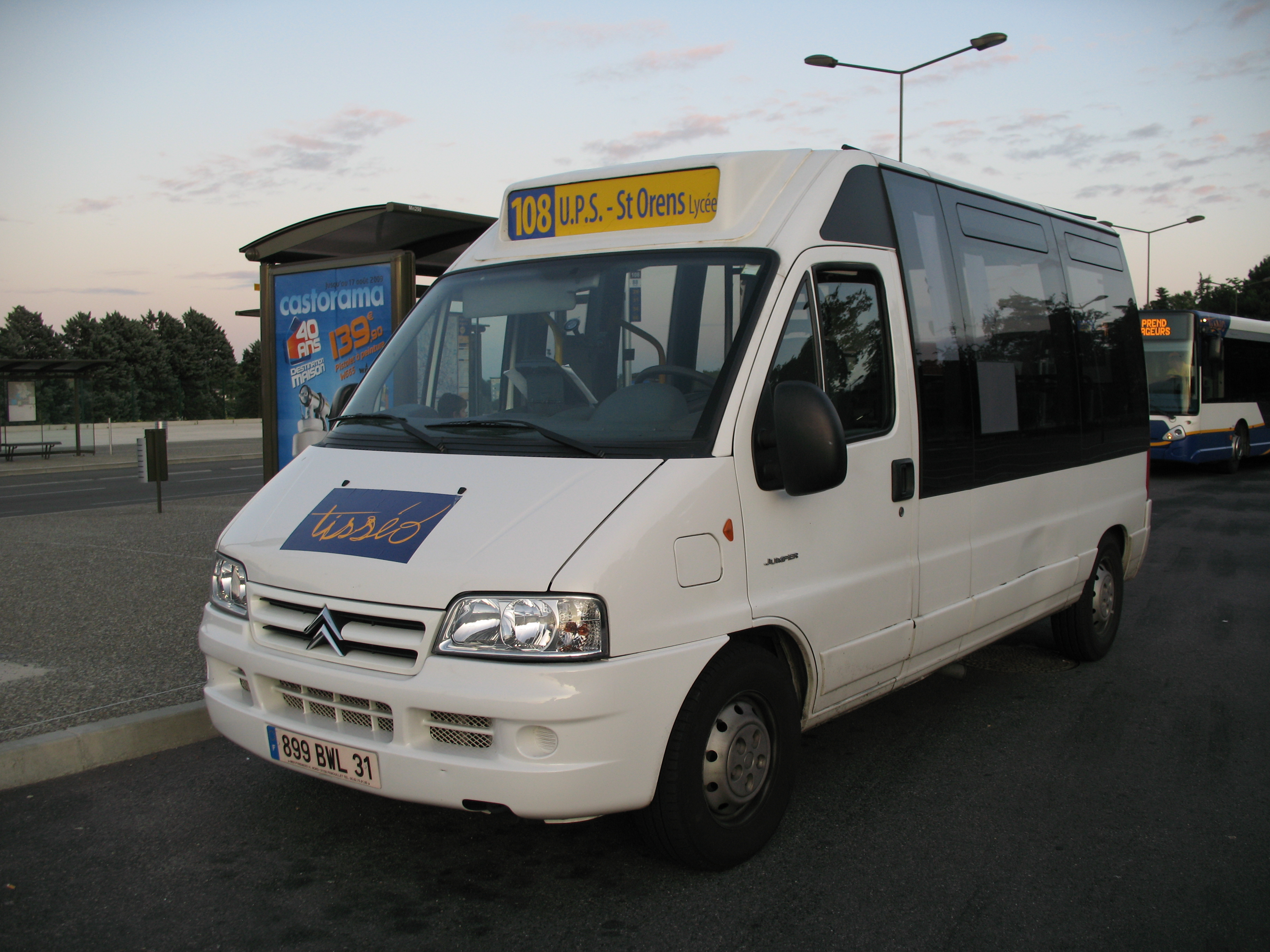
Dietrich Noventis 200, sur une base de Citroën Jumper I phase 2
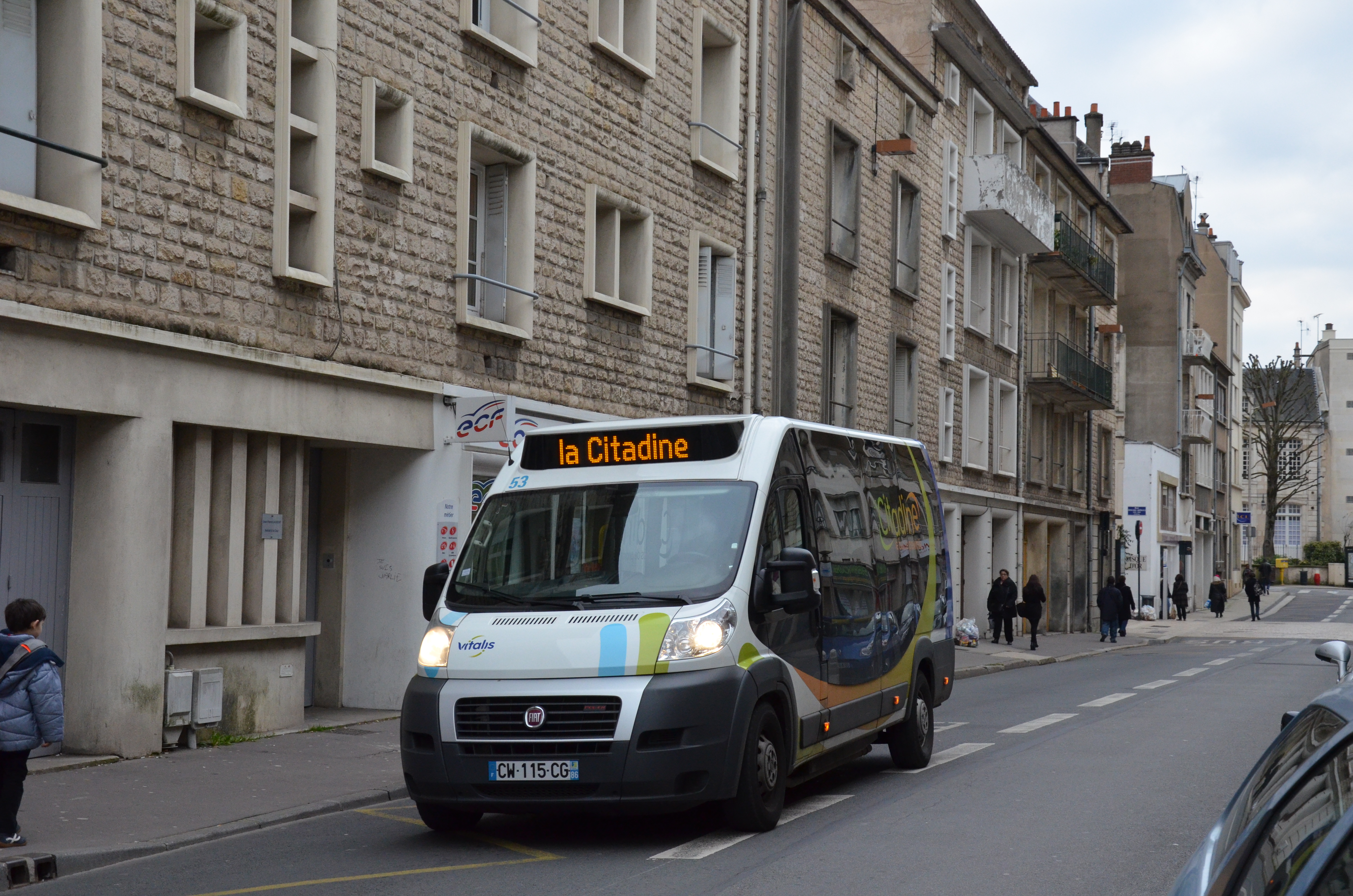
Dietrich City 21, sur base de FIAT Ducato III phase 1

### Châssis-cabine

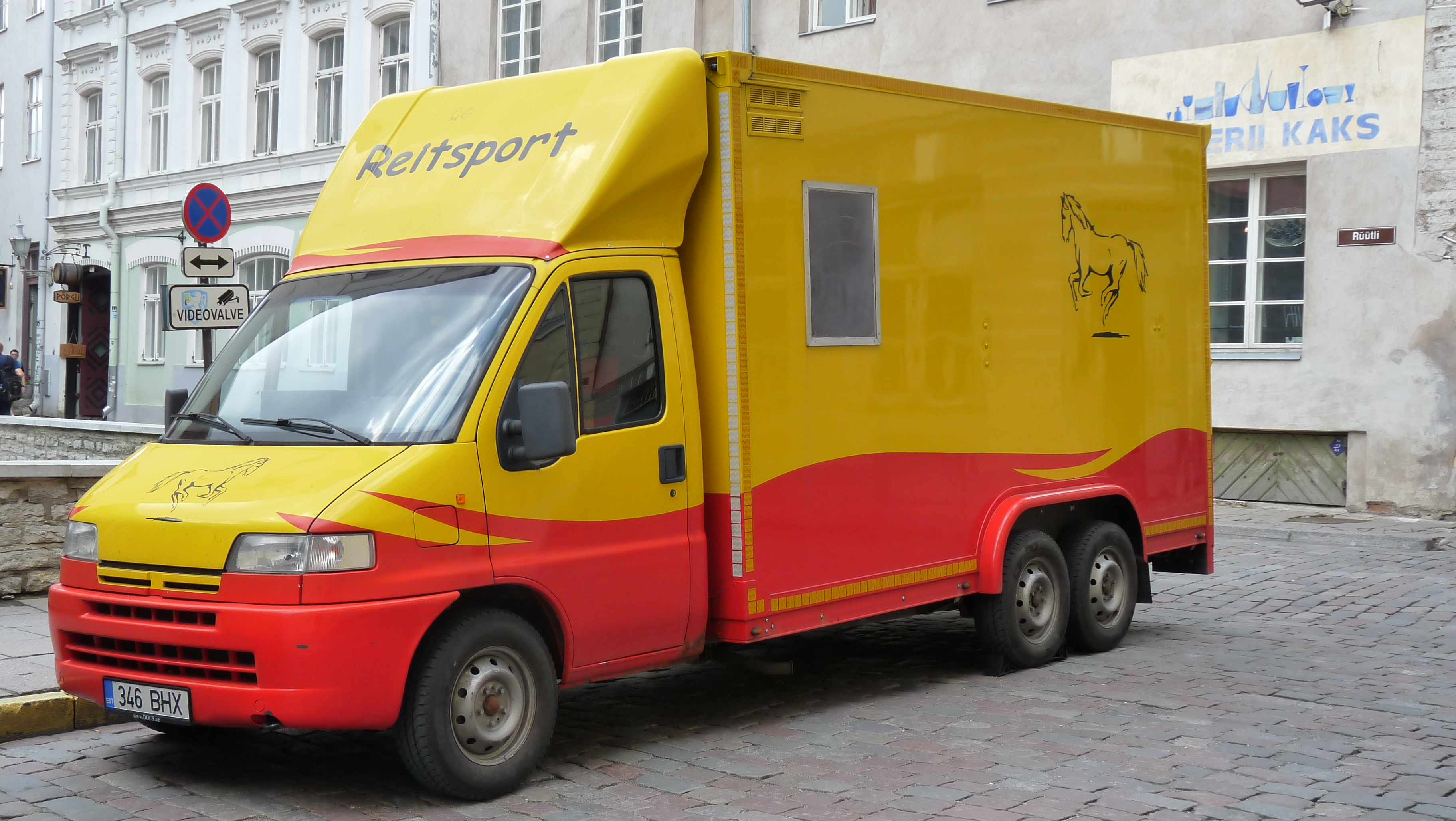
Châssis-cabine Peugeot Boxer I
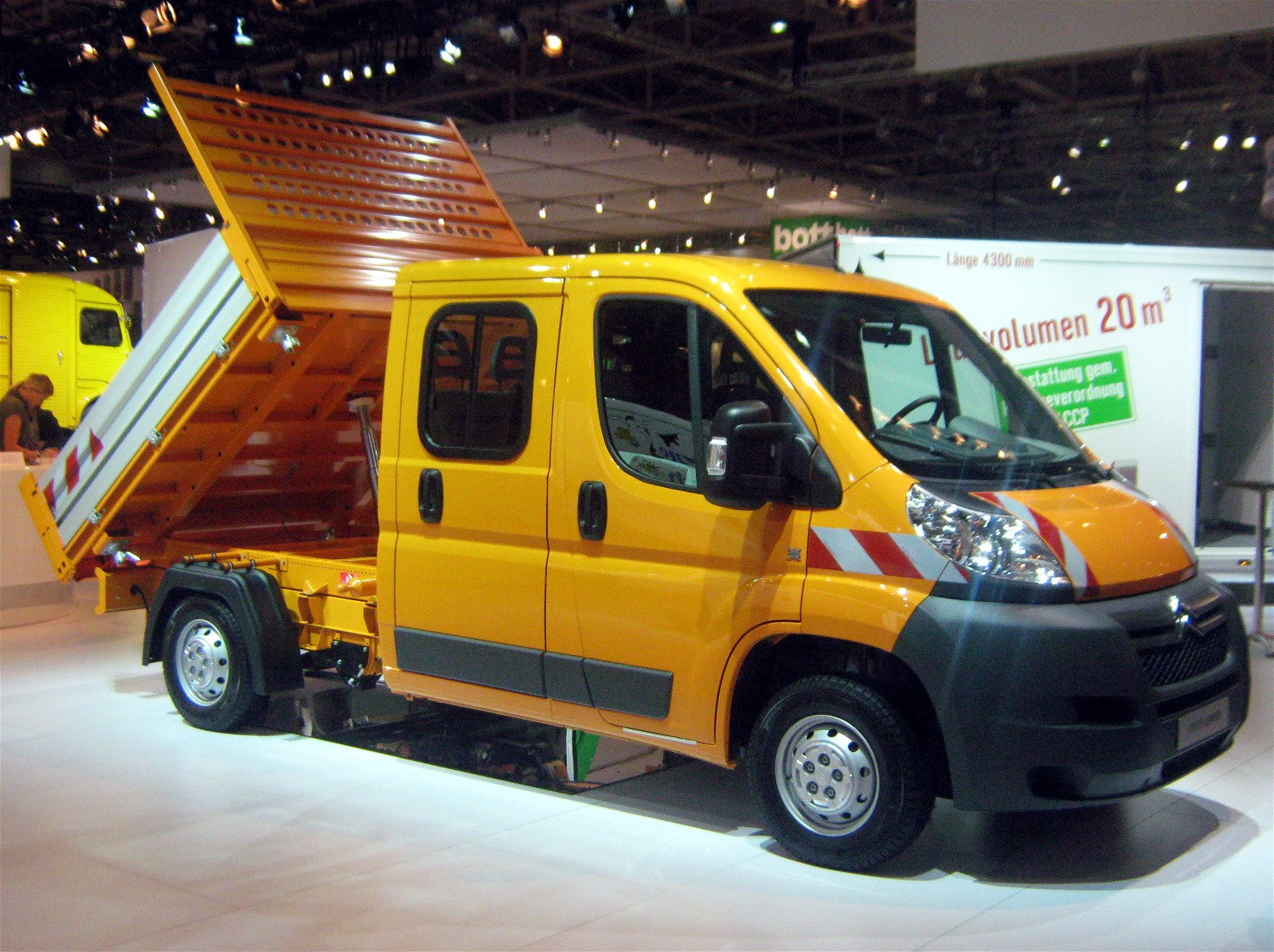
Citroën Jumper II : benne double cabine (2010)
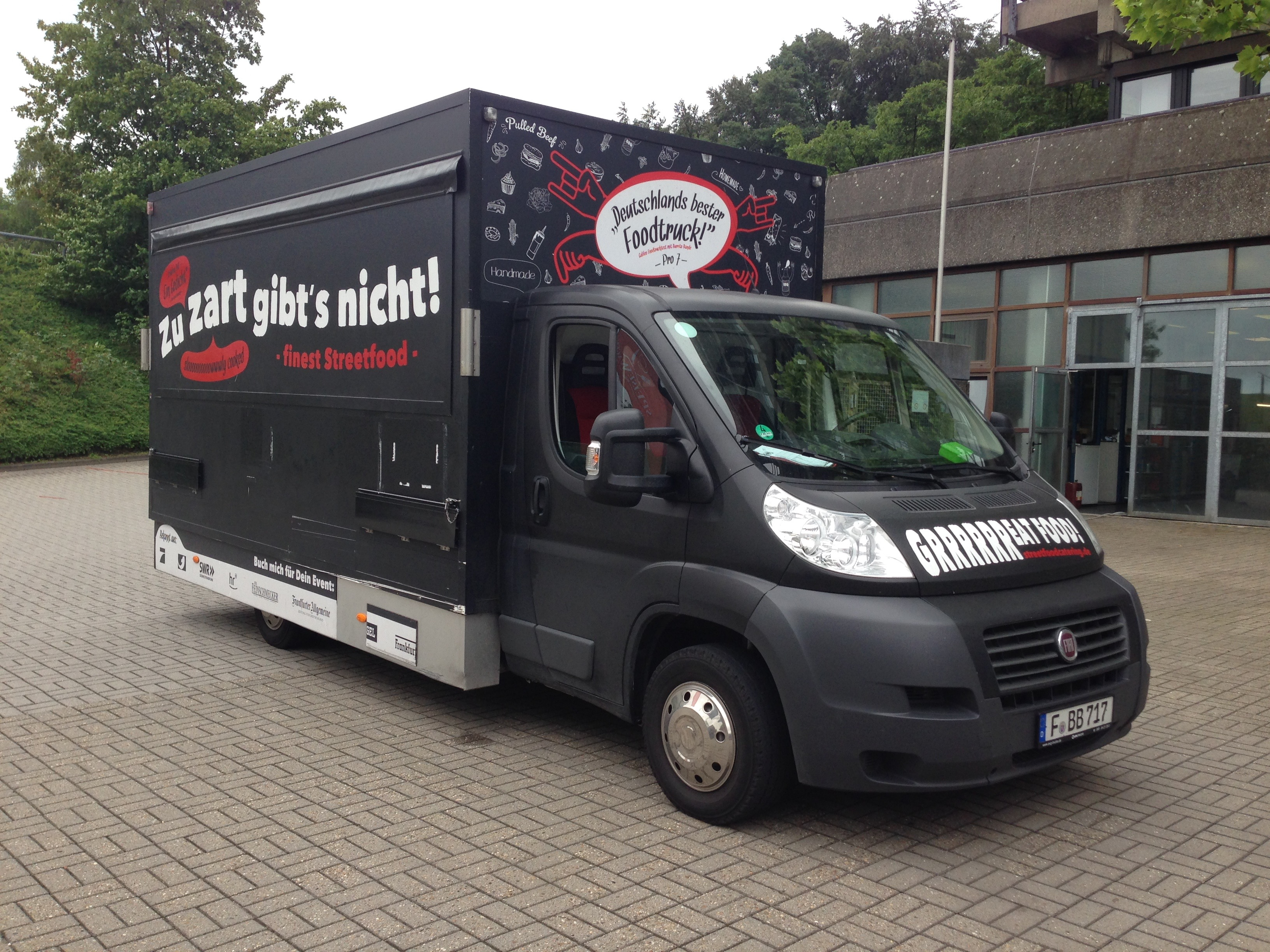
Châssis-cabine FIAT Ducato III